# Tjelonjaure
Tjelonjaure är en sjö i Strömsunds kommun i Jämtland och ingår i Ångermanälvens huvudavrinningsområde. Sjön har en area på 0,17 kvadratkilometer och ligger 894,4 meter över havet.